# 藤県
藤県（とう-けん）は中華人民共和国広西チワン族自治区梧州市に位置する県。

## 行政区画
- 鎮:藤州鎮、塘歩鎮、埌南鎮、同心鎮、金鶏鎮、新慶鎮、象棋鎮、嶺景鎮、天平鎮、蒙江鎮、和平鎮、太平鎮、古竜鎮、東栄鎮、大黎鎮
- 郷:平福郷、寧康郷